# کونتریله
کونتریله (انگلیسی: Kauntrila) یک روستا و شورای اتحادیه در پاکستان است که در تحصیل گجرخان واقع شده‌است.